# Moro-opstand in de Filipijnen
De Moro-opstand in de Filipijnen was een gewapend conflict tussen verschillende Moro-rebellengroepen waaronder het meer nationalistische Moro National Liberation Front (MNLF) en het islamistische Moro Islamic Liberation Front (MILF) enerzijds en de nationale regering en het leger van de Filipijnen anderzijds. Dit gewapend conflict begon op 29 maart 1969 en eindigde op 27 maart 2014. Het betwiste gebied wordt door het MILF Bangsamoro genoemd en bestrijkt het zuidwestelijke deel van Mindanao, de Archipel van Sulu, Palawan, Basilan en naburige eilanden. Het totaal geclaimde oppervlakte is ongeveer een derde van het totale oppervlakte van de Filipijnen. Er wonen ongeveer 4,5 miljoen moslims in de Filipijnen; de meerderheid daarvan woont in dit gebied.

## Geschiedenis
Het MNLF sloot in september 1996 een vredesakkoord met de Filipijnse regering waarbij het zijn strijd, die na 25 jaar 50.000 doden had geëist, zou staken in ruil voor de oprichting van de Autonomous Region in Muslim Mindanao. De radicale moslimrebellen van het MILF besloten echter door te vechten. Zij waren ervan overtuigd dat zij een jihad tegen de Filipijnse overheid voeren, een voortzetting van een strijd die terugvoert de Spaanse invasie uit 1521. De overheid wordt beschuldigd van het bevoordelen van christenen en moslims te verwijderen uit lokale regeringsposten. Ook wordt de centrale overheid door moslims uit Bangsamoro beschuldigd van volkerenmoord tegen moslims. Geschat wordt dat het MILF 12.000 leden heeft. De groep had een maximale sterkte van bijna 90.000 strijders in 1998.
Op 18 augustus 2008 bij zonsopgang vielen MILF-rebellen de dorpen Kauswagan en Kulambugan in de provincie Lanao del Norte aan, waarbij meer dan 30 slachtoffers vielen en scholen, kerken en huizen afgebrand werden. Banken en pandhuizen werden leeggeroofd. Bij aankomst van het Filipijnse leger trokken de MILF-rebellen zich onder bescherming van gijzelaars terug in de bergen van Lanao del Norte. Vanwege het economisch belang van de regio heeft de regering van de Filipijnen een tegenaanval ingezet, waarbij menig slachtoffer is gevallen.
Op 27 maart 2014 sloot ook het MILF een vredesakkoord met de Filipijnse regering. De autonomie van Bangsamoro zal worden uitgebreid en het MILF zich ontwapenen.